# Olympos Mons
Olympos Mons war eine finnische Power-Metal-Band, die 2002 von dem Gitarristen Jari Sundström und dem Sänger Ian E. Highhill gegründet wurde.

## Geschichte
Die Leidenschaft für melodischen und symphonischen Metal brachte die beiden dazu, eine eigene Band zu gründen, um ihre Kreativität voll entfalten zu können. Beide Musiker hatten schon Erfahrungen in anderen Bands gesammelt. Jari fühlte sich gleichermaßen in der Welt der Klassik und des Rocks und Metals zu Hause. Seine Kompositionen und seine aggressive Art Gitarre zu spielen machten ihn in der lokalen Szene populär. Ian hingegen war bekannt als Autor dunkler romantischer Texte.
Ihre erste Demo Seven Seas wurde im August 2002 veröffentlicht und zeigte die musikalische Richtung von Olympos Mons klar auf. Die Mischung aus Saiteninstrumenten, Dudelsack und Harfen diente als Basis für vielseitige Metal-Songs. Das Demo weckte das Interesse mehrerer Plattenfirmen. Aus diesem Grund wurden neue Musiker gesucht, um das Line-Up zu vervollständigen. Schlagzeuger Mikko Sepponen und Session-Keyboarder Vili Ollila stießen zur Band.
Im Herbst 2004 wurde dann ihr Debütalbum Conquistador bei Limb Music Productions veröffentlicht. Die Kritiken fielen größtenteils positiv aus und das Album verkaufte sich in den ersten beiden Monaten einige Tausend Mal.
Ende 2005 stieß Krister Lundell zu der Band, da Olympos Mons zu diesem Zeitpunkt noch keinen Bassisten hatte.
Im Juli 2006 wurde ihr zweites Album Medievil veröffentlicht. Aufgrund musikalischer Differenzen wechselten Olympos Mons im Februar 2007 zu der italienischen Plattenfirma Scarlet Records.

## Diskografie

### Alben
- 2004: Conquistador
- 2007: Medievil